# Superbike-VM 2019
Superbike-VM 2019 arrangeras av Internationella motorcykelförbundet. Världsmästerskapet avgjordes över 13 omgångar (26 heat). Säsongen inleddes den 23 februari i Australien och avslutades den 26 oktober i Qatar.
Ett heat går på lördagen tävlingshelgen och ett heat på söndagen. En nyhet 2019 är att på söndag förmiddag körs ett kortrace som kallas Superpole race. Där avgörs startordningen för söndagens långa heat samt utdelas även VM-poäng.
Den brittiske föraren Jonathan Rea på Kawasaki vann sin femte raka världsmästartitel och blev därmed den som har flest VM-titlar i Superbike. I början av säsongen dominerade den spankse Superbie-debutanten Álvaro Bautista på Ducati innan Rea tog över och slutligen vann med tämligen stor marginal.

## Tävlingskalender och heatsegrare
Jämfört med 2018 har deltävlingen på Jerez i Spanien återkommit och den i Brno i Tjeckien tagits bort från tävlingskalendern, så antalet heat är oförändrat.
| Datum    | Bana           | Vinnare heat 1      | Märke    | Vinnare superpole race | Märke    | Vinnare heat 2       | Märke    | VM-ledare       |
| -------- | -------------- | ------------------- | -------- | ---------------------- | -------- | -------------------- | -------- | --------------- |
| 23-24/2  | Phillip Island | Álvaro Bautista     | Ducati   | Álvaro Bautista        | Ducati   | Álvaro Bautista      | Ducati   | Álvaro Bautista |
| 16-17/3  | Chang          | Álvaro Bautista     | Ducati   | Álvaro Bautista        | Ducati   | Álvaro Bautista      | Ducati   | Álvaro Bautista |
| 6-7/4    | Aragón         | Álvaro Bautista     | Ducati   | Álvaro Bautista        | Ducati   | Álvaro Bautista      | Ducati   | Álvaro Bautista |
| 13-14/4  | Assen          | Álvaro Bautista     | Ducati   | -                      | -        | Álvaro Bautista      | Ducati   | Álvaro Bautista |
| 11-12/5  | Imola          | Jonathan Rea        | Kawasaki | Jonathan Rea           | Kawasaki | Inställt             | -        | Álvaro Bautista |
| 8-9/6    | Jerez          | Álvaro Bautista     | Ducati   | Álvaro Bautista        | Ducati   | Michael van der Mark | Yamaha   | Álvaro Bautista |
| 22-23/6  | Misano         | Jonathan Rea        | Kawasaki | Álvaro Bautista        | Ducati   | Jonathan Rea         | Kawasaki | Álvaro Bautista |
| 6-7/7    | Donington      | Jonathan Rea        | Kawasaki | Jonathan Rea           | Kawasaki | Jonathan Rea         | Kawasaki | Jonathan Rea    |
| 13-14/7  | Laguna Seca    | Jonathan Rea        | Kawasaki | Jonathan Rea           | Kawasaki | Chaz Davies          | Ducati   | Jonathan Rea    |
| 7-8/9    | Algarve        | Jonathan Rea        | Kawasaki | Jonathan Rea           | Kawasaki | Álvaro Bautista      | Ducati   | Jonathan Rea    |
| 28-29/9  | Magny-Cours    | Toprak Razgatlıoğlu | Kawasaki | Toprak Razgatlıoğlu    | Kawasaki | Jonathan Rea         | Kawasaki | Jonathan Rea    |
| 12-13/10 | Villicum       | Álvaro Bautista     | Ducati   | Jonathan Rea           | Kawasaki | Jonathan Rea         | Kawasaki | Jonathan Rea    |
| 25-26/10 | Losail         | Jonathan Rea        | Kawasaki | Jonathan Rea           | Kawasaki | Jonathan Rea         | Kawasaki | Jonathan Rea    |

## Poängberäkning

### Race 1 och 2
De 15 främsta i varje race får poäng enligt tabellen nedan. Alla race räknas.
| Plats | 1  | 2  | 3  | 4  | 5  | 6  | 7 | 8 | 9 | 10 | 11 | 12 | 13 | 14 | 15 |
| ----- | -- | -- | -- | -- | -- | -- | - | - | - | -- | -- | -- | -- | -- | -- |
| Poäng | 25 | 20 | 16 | 13 | 11 | 10 | 9 | 8 | 7 | 6  | 5  | 4  | 3  | 2  | 1  |

### Superpole race
De 9 främsta i söndagens superpole race får poäng enligt tabellen nedan. Alla race räknas.
| Plats | 1  | 2 | 3 | 4 | 5 | 6 | 7 | 8 | 9 |
| ----- | -- | - | - | - | - | - | - | - | - |
| Poäng | 12 | 9 | 7 | 6 | 5 | 4 | 3 | 2 | 1 |

## Mästerskapsställning
Slutställning i förarmästerskapet efter 13 omgångar.
1. Jonathan Rea, 663 p.
2. Álvaro Bautista, 498 p.
3. Alex Lowes, 341 p.
4. Michael van der Mark, 327 p.
5. Toprak Razgatlıoğlu, 315 p.
6. Chaz Davies, 294 p.
7. Leon Haslam, 281 p.
8. Tom Sykes, 223 p.
9. Marco Melandri, 177 p.
10. Loris Baz, 138 p.
11. Jordi Torres, 135 p.
12. Sandro Cortese, 134 p.
13. Michael Ruben Rinaldi, 122 p.
14. Markus Reiterberger, 83 p.
15. Eugene Laverty 81 p.
16. Leandro Mercado, 80 p.

## Deltagarlista
Ordinarie förare
| Nr | Förare                | Team                     | Motorcykel           |
| -- | --------------------- | ------------------------ | -------------------- |
| 1  | Jonathan Rea          | Kawasaki Racing          | Kawasaki ZX-10R      |
| 2  | Leon Camier           | Moriwaki-Althea Honda    | Honda CBR1000RR      |
| 7  | Chaz Davies           | Aruba.it Racing - Ducati | Ducati Panigale V4 R |
| 11 | Sandro Cortese        | GRT Yamaha               | Yamaha YZF R1        |
| 19 | Álvaro Bautista       | Aruba.it Racing - Ducati | Ducati Panigale V4 R |
| 21 | Michael Ruben Rinaldi | Barni Racing             | Ducati Panigale V4 R |
| 22 | Alex Lowes            | Pata Yamaha              | Yamaha YZF R1        |
| 23 | Ryūichi Kiyonari      | Moriwaki-Althea Honda    | Honda CBR1000RR      |
| 28 | Markus Reiterberger   | BMW Motorrad             | BMW S1000 RR         |
| 33 | Marco Melandri        | GRT Yamaha               | Yamaha YZF R1        |
| 36 | Leandro Mercado       | Orelac Racing VerdNatura | Kawasaki ZX-10R      |
| 50 | Eugene Laverty        | Team Goeleven            | Ducati Panigale V4 R |
| 52 | Alessandro Delbianco  | Althea Mie Racing        | Honda CBR1000RR      |
| 54 | Toprak Razgatlıoğlu   | Kawasaki Puccetti Racing | Kawasaki ZX-10R      |
| 60 | Michael van der Mark  | Pata Yamaha              | Yamaha YZF R1        |
| 66 | Tom Sykes             | BMW Motorrad             | BMW S1000 RR         |
| 81 | Jordi Torres          | Pedercini Racing         | Kawasaki ZX-10RR     |
| 91 | Leon Haslam           | Kawasaki Racing          | Kawasaki ZX-10RR     |